# Amphoe Sikhio

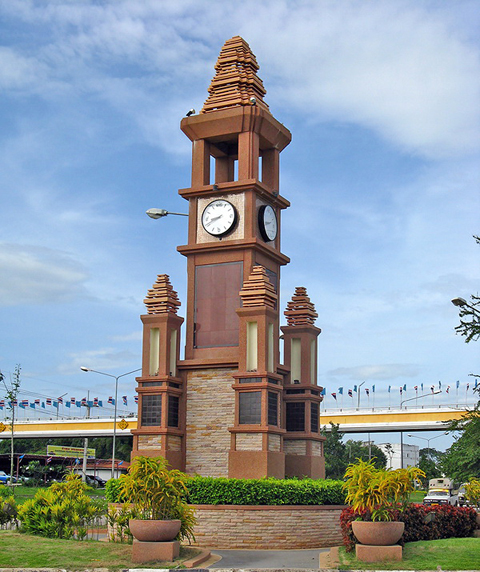
Der Uhrturm von Sikhio

Amphoe Sikhio (in Thai: อำเภอ สีคิ้ว) ist ein Landkreis (Amphoe – Verwaltungs-Distrikt) der Provinz Nakhon Ratchasima. Die Provinz Nakhon Ratchasima liegt in der Nordostregion von Thailand, dem so genannten Isan. 

## Geographie
Sikhio liegt etwa 45 Kilometer entfernt von der Provinzhauptstadt in den Dong-Phaya-Yen-Bergen.
Die benachbarten Bezirke sind (von Norden im Uhrzeigersinn): die Amphoe Dan Khun Thot, Sung Noen und Pak Chong der Provinz Nakhon Ratchasima, Amphoe Muak Lek der Provinz Saraburi und Amphoe Lam Sonthi der Provinz Lop Buri.

## Geschichte
Sikhio war in früheren Zeiten bekannt als Müang Nakhon Chantuek. Sie war eine Grenzstadt zwischen der Tiefebene des Mae Nam Chao Phraya (Chao-Phraya-Fluss), welche von den Thai bewohnt wurde, und der Khorat-Hochebene, welche von den Lao dominiert wurde. Es gibt keinerlei Aufzeichnungen von seiner Gründung. Die Verwaltung befand sich in Ban Chantuek, in dem sich heute der Bahnhof von Chantuek befindet. Nakhon Chantuek wurde direkt von der siamesischen Zentralregierung regiert.
Am 1. April 1898 wurde es ein Amphoe von Nakhon Ratchasima. Das Verwaltungsgebäude wurde 1901 nach Ban Nong Bua verlegt, und 1906 wiederum nach Ban Sikhio. In beiden Fällen wurde als Begründung angegeben, das vorherige Gebiet sei Malaria-verseucht.
Im Jahr 1939 bekam der Landkreis endgültig seinen heutigen Namen Sikhio.

## Verschiedenes
Südlich der Stadt Sikhio liegt am Friendship Highway (Thanon Mittraphap) das Hochsicherheitsgefängnis Klong Pai.

## Verkehr
Durch Amphoe Sikhio führt die Nordoststrecke der thailändischen Eisenbahn. Außerdem wird es von der Nationalstraße 2 (Thanon Mittraphap), durchschnitten, von der im Osten des Bezirks die Nationalstraße 24 abzweigt.

## Verwaltung

### Provinzverwaltung
Der Landkreis Sikhio ist in zwölf Tambon („Unterbezirke“ oder „Gemeinden“) eingeteilt, die sich weiter in 170 Muban („Dörfer“) unterteilen.
| Nr. | Name          | Thai       | Muban | Einw.  |
| --- | ------------- | ---------- | ----- | ------ |
| 1.  | Sikhio        | สีคิ้ว        | 18    | 18.067 |
| 2.  | Ban Han       | บ้านหัน      | 11    | 04.655 |
| 3.  | Kritsana      | กฤษณา      | 12    | 07.047 |
| 4.  | Lat Bua Khao  | ลาดบัวขาว   | 17    | 19.281 |
| 5.  | Nong Ya Khao  | หนองหญ้าขาว | 15    | 09.668 |
| 6.  | Kut Noi       | กุดน้อย      | 14    | 07.617 |
| 7.  | Nong Nam Sai  | หนองน้ำใส   | 18    | 12.903 |
| 8.  | Wang Rong Yai | วังโรงใหญ่   | 14    | 07.964 |
| 9.  | Mittraphap    | มิตรภาพ     | 13    | 13.940 |
| 10. | Khlong Phai   | คลองไผ่     | 10    | 09.413 |
| 11. | Don Mueang    | ดอนเมือง    | 16    | 07.331 |
| 12. | Nong Bua Noi  | หนองบัวน้อย  | 12    | 06.370 |

### Lokalverwaltung
Es gibt eine Kommune mit „Stadt“-Status (Thesaban Mueang) im Landkreis:
- Sikhio (Thai: เทศบาลเมืองสีคิ้ว) bestehend aus den Teilen der Tambon Sikhio, Mittraphap.

Es gibt drei Kommunen mit „Kleinstadt“-Status (Thesaban Tambon) im Landkreis:
- Khlong Phai (Thai: เทศบาลตำบลคลองไผ่) bestehend aus Teilen des Tambon Khlong Phai.
- Lat Bua Khao (Thai: เทศบาลตำบลลาดบัวขาว) bestehend aus Teilen des Tambon Lat Bua Khao.
- Nong Nam Sai (Thai: เทศบาลตำบลหนองน้ำใส) bestehend aus dem kompletten Tambon Nong Nam Sai.

Außerdem gibt es elf „Tambon-Verwaltungsorganisationen“ (องค์การบริหารส่วนตำบล – Tambon Administrative Organizations, TAO):
- Sikhio (Thai: องค์การบริหารส่วนตำบลสีคิ้ว) bestehend aus Teilen des Tambon Sikhio.
- Ban Han (Thai: องค์การบริหารส่วนตำบลบ้านหัน) bestehend aus dem kompletten Tambon Ban Han.
- Kritsana (Thai: องค์การบริหารส่วนตำบลกฤษณา) bestehend aus dem kompletten Tambon Kritsana.
- Lat Bua Khao (Thai: องค์การบริหารส่วนตำบลลาดบัวขาว) bestehend aus Teilen des Tambon Lat Bua Khao.
- Nong Ya Khao (Thai: องค์การบริหารส่วนตำบลหนองหญ้าขาว) bestehend aus Teilen des Tambon Nong Ya Khao.
- Kut Noi (Thai: องค์การบริหารส่วนตำบลกุดน้อย) bestehend aus dem kompletten Tambon Kut Noi.
- Wang Rong Yai (Thai: องค์การบริหารส่วนตำบลวังโรงใหญ่) bestehend aus dem kompletten Tambon Wang Rong Yai.
- Mittraphap (Thai: องค์การบริหารส่วนตำบลมิตรภาพ) bestehend aus Teilen des Tambon Mittraphap.
- Khlong Phai (Thai: องค์การบริหารส่วนตำบลคลองไผ่) bestehend aus Teilen des Tambon Khlong Phai.
- Don Mueang (Thai: องค์การบริหารส่วนตำบลดอนเมือง) bestehend aus dem kompletten Tambon Don Mueang.
- Nong Bua Noi (Thai: องค์การบริหารส่วนตำบลหนองบัวน้อย) bestehend aus dem kompletten Tambon Nong Bua Noi.